# Intendencia de México
La Intendencia de México, Corregimiento-Intendencia de México o Superintendencia de México, fue una de las 12 intendencias en las que se dividió el virreinato de Nueva España por mandato de la Real Ordenanza para el establecimiento e instrucción de intendentes de ejército y provincia en el reino de la Nueva España, promulgada en Madrid en 1786, durante el gobierno del rey Carlos III como parte de las reformas borbónicas. Su capital fue la Ciudad de México.
Su territorio corresponde a los actuales estados de México, Hidalgo, Querétaro, Morelos, gran parte del centro-occidente de Guerrero y la totalidad de la Ciudad de México.

### Organización territorial
La intendencia de México se conformaba de las siguientes jurisdicciones: 
- Ciudad de México (capital)
- Mexicaltzingo
- Coatepec
- Chalco
- Xochimilco
- Tenango del Valle
- Lerma
- Metepec
- Ixtlahuaca
- Tacuba
- Cuautitlán
- Zumpango
- San Cristóbal Ecatepec
- Texcoco
- Apan
- Otumba
- Teotihuacán
- Tetepango
- Actopan
- Pachuca
- Zempoala
- Tulancingo
- Metztitlán
- Yahualica
- Huejutla
- Ixmiquipan
- Zimapan
- Cadereyta
- Huichapan
- Temascaltepec
- Malinalco
- Taxco
- Zacualpan
- Tetela del Río
- Tixtla
- Chilapa
- Zacatula
- Igualapa (hasta 1792, pasa a la intendencia de Puebla)
- Tlapa (hasta 1792, pasa a la intendencia de Puebla)
- Cuautla-Amilpas, (hasta 1793, pasa a la intendencia de Puebla)

Las siguientes solo dependían de la intendencia en el ramo de hacienda:
- Cuernavaca (Alcaldía mayor del Marquesado del Valle)
- Toluca (Corregimiento del Marquesado del Valle)
- Coyoacán (Corregimiento del Marquesado del Valle)
- Tula (Alcaldía mayor del Ducado de Atlixco)
- Querétaro (Corregimiento)
- Acapulco (Gobierno)